# Viktor Skumin
Viktor Andreevič Skumin  (rus. Виктор Андреевич Скумин;  Penzenska oblast, 30. kolovoza 1948.) ruski je pisac, filozof i jedan od najvećih psihijatara 20. stoljeća.

## Životopis
Rođen je u obitelji Andreja Skumina, časnika KGB-a.
Studirao je medicinu u Harkovu na medicinskom sveučilištu. Za vrijeme studija 1968. godine, predložio je uvođenje izraza "Kultura zdravlja". U to vrijeme počinje se baviti pisanjem.
Diplomirao je 1973. godine te se ubrzo zaposlio kao liječnik u psihijatrijskoj bolnici.
Godine 1976. Skumin je postao psihoterapeut u znanstveno-istraživačkom institutu za kardijalnu kirurgiju u Kijevu. Uči i radi pod vodstvom direktora Instituta Mikole Amosova. 
Godine 1978. opisao Skuminov sindrom.
Od 1994. godine radi kao predsjednik Međunarodnog javnog pokreta "Za zdravlje kroz kulturu" u Moskvi.
Prof. dr. Skumin je organizator i suorganizator kongresa, simpozija i stručnih sastanaka.
Od 1984. je u braku s Ljudmilom s kojom ima dvoje djece: sinove Andreja i Maksima.

## Autorska djela
Objavio je niz znanstvenoistraživačkih radova. Napisao je više od 30 knjiga i oko 400 znanstvenih i stručnih članaka.

## Vanjske poveznice
- Victor Skumin. hr.wiki2.wiki. Inačica izvorne stranice arhivirana 19. travnja 2021. Pristupljeno 6. travnja 2021.
- Victor Skumin. kids.kiddle.co. Pristupljeno 7. rujna 2021.
- Victor Skumin (1948-) (engleski). Familypedia. Pristupljeno 24. rujna 2021.